# إبراهيم الطالب
إبراهيم الطالب عداء ألعاب قوى مغربي، ولد يوم 16 دجنبر 1985 بالرباط، و هو متخصص في سباق 3000 متر موانع.

## إنجازاته
| المنافسة                   | السنة | المسابقة       | التوقيت | الرتبة        |
| -------------------------- | ----- | -------------- | ------- | ------------- |
| بطولة العالم لألعاب القوى  | 2007  | 3000 متر موانع | 8:29.64 | 3 نصف النهائي |
| ألعاب أولمبية صيفية        | 2012  | 3000 متر موانع | 8:32.40 | 11            |
| ألعاب أولمبية صيفية        | 2008  | 3000 متر موانع | 8:23.09 | 9 نصف النهائي |
| بطولة أفريقيا لألعاب القوى | 2006  | 3000 متر موانع | 8:40.90 | 4             |

## أرقام شخصية
| المسابقة       | الرقم   | المكان        | السنة |
| -------------- | ------- | ------------- | ----- |
| 3000 متر موانع | 8:07.02 | هوزدان زولدار | 2007  |

## وصلات خارجية
- إبراهيم الطالب على موقع الاتحاد الدولي لألعاب القوى (الإنجليزية)
- إبراهيم الطالب على موقع الدوري الماسي (الإنجليزية)
- إبراهيم الطالب على موقع اللجنة الأولمبية الدولية (الإنجليزية)
- إبراهيم الطالب على موقع أوليمبيديا (الإنجليزية)